# Jurské
Jurské é um município da Eslováquia, situado no distrito de Kežmarok, na região de Prešov. Tem 7,36 km² de área e sua população em 2018 foi estimada em 1.264 habitantes.

## Demografia
| Ano:        | 1994 | 2004    | 2014    | 2024    |
| ----------- | ---- | ------- | ------- | ------- |
| Broj ljudi: | 611  | 823     | 1145    | 1504    |
| Razlika:    |      | +34,69% | +39,12% | +31,35% |

| Ano:               | 2023 | 2024   |
| ------------------ | ---- | ------ |
| Número de pessoas: | 1464 | 1504   |
| Diferença:         |      | +2,73% |